# Лусіана Корсато-Овсянка
Лусіана Корсато-Овсянка (порт. Luciana Corsato-Owsianka; нар. 21 січня 1966) — колишня бразильська тенісистка.
Найвищу одиночну позицію світового рейтингу — 134 місце досягла 15 липня 1991, парну — 119 місце — 5 березня 1990 року.
Найвищим досягненням на турнірах Великого шолома було 2 коло в одиночному та парному розрядах.

## Фінали Туру WTA

### Парний розряд (0-1)
| Результат | Дата            | Турнір            | Рівень | Покриття | Партнерка          | Суперниці                      | Рахунок  |
| --------- | --------------- | ----------------- | ------ | -------- | ------------------ | ------------------------------ | -------- |
| Поразка   | Rainha Cup 1989 | Гуаружа, Бразилія | Tier V | Тверде   | Клаудія Чабалгойті | Мерседес Пас Патрісія Тарабіні | 2–6, 2–6 |

## Фінали ITF
| турніри $25,000 |
| турніри $10,000 |

### Одиночний розряд (2–3)
| Результат | Ранг | Дата            | Турнір                 | Покриття | Суперниця          | Рахунок       |
| --------- | ---- | --------------- | ---------------------- | -------- | ------------------ | ------------- |
| Поразка   | 1.   | 17 березня 1985 | Порту-Алегрі, Бразилія | Ґрунт    | Леа Піхова         | 2–6, 1–6      |
| Перемога  | 1.   | 20 липня 1986   | Скенектаді, США        | Тверде   | Дженніфер Ф'юкс    | 6–0, 6–4      |
| Перемога  | 2.   | 12 жовтня 1986  | Медельїн, Колумбія     | Ґрунт    | Андреа Тьєцці      | 3–6, 7–5, 6–3 |
| Поразка   | 2.   | 25 січня 1987   | Сан-Антоніо, США       | Ґрунт    | Мелісса Браун      | 2–6, 2–6      |
| Поразка   | 3.   | 10 грудня 1989  | Сан-Паулу, Бразилія    | Ґрунт    | Клаудія Чабалгойті | 1–6, 5–7      |

### Парний розряд (2–2)
| Результат | Ранг | Дата              | Турнір                 | Покриття | Партнерка          | Суперниці                             | Рахунок       |
| --------- | ---- | ----------------- | ---------------------- | -------- | ------------------ | ------------------------------------- | ------------- |
| Перемога  | 1.   | 14 липня 1985     | Мірамар (Флорида), США | Тверде   | Моніка Райнах      | Джекі Мастерс Мішелл Парун            | 6–3, 4–6, 6–3 |
| Поразка   | 1.   | 4 серпня 1986     | Чатам, США             | Тверде   | Коллін Карні       | Енн Гросбек Кідовакі Мая              | 3–6, 4–6      |
| Перемога  | 2.   | 31 липня 1989     | Віго, Іспанія          | Ґрунт    | Паскаль Етшеменеді | Ана Ларракоечеа Ніноска Соуто         | 6–3, 6–1      |
| Поразка   | 2.   | 25 листопада 1991 | Порту-Алегрі, Бразилія | Ґрунт    | Андреа Віейра      | Сібій Ніокс-Шато Сільвія Рамон-Кортес | 4–6, 3–6      |